# Linia kolejowa nr 618
Linia kolejowa nr 618 – pierwszorzędna, jednotorowa, w większości zelektryfikowana linia kolejowa łącząca stację Jasło Towarowa z posterunkiem odgałęźnym Sobniów.

## Charakterystyka techniczna
Linia w całości jest klasy C3; maksymalny nacisk osi wynosi 205/196 kN dla lokomotyw oraz 196 kN dla wagonów, a maksymalny nacisk liniowy wynosi 71 kN (na 1 metr bieżący toru). Sieć trakcyjna jest typu C95-C oraz jest przystosowana do maksymalnej prędkości 110 km/h; obciążalność prądowa wynosi 1150 A, a minimalna odległość między odbierakami prądu 20 m. Linia wyposażona jest w elektromagnesy samoczynnego hamowania pociągów.